# Japán cserebogár
A japán cserebogár (Popillia japonica) a rovarok (Insecta) osztályába, a bogarak (Coleoptera) rendjébe, a mindenevő bogarak (Polyphaga) alrendjébe ezen belül a ganajtúrófélék (Scarabaeidae) családjába tartozó faj.

## Előfordulása
Egy évszázaddal ezelőtt szinte csak Japánban fordultak elő, ahol nem számítanak jelentős kártevőnek, mert természetes ellenségeik, állományukat alacsony szinten tartják.
Japán négy legnagyobb szigetén, Honsún, Hokkaidón, Kyushun és Shikokun őshonos, viszont Ryuku-szigetén nem található. 
A bogarak a hatalmas vízen nem voltak képesek átrepülni, így elterjedésük sem volt lehetséges.
Az Amerikai Egyesült Államokban 1912 előtt nem volt törvény a behozott áruk ellenőrzésére, még a törvény életbelépése után is elmulasztották annak végrehajtását, így  a Japánból érkező hajókon szállított  írisz virágok földjében, az 1900-as évek elején bejutottak az országba. 
Mivel itt természetes ellenségeik hiányoztak, ezért rohamosan terjedni kezdtek, pár év múlva 1916-ban már dokumentálták elterjedését, súlyos növényi- és mezőgazdasági károkozását.
A következő 60 évben a Mississippi folyótól keletre fekvő 22 államban terjedt el.
A keleti részről nem terjedt tovább délre, Georgiaban és Floridában nincsenek.
A nyugati részen csak kisebb, időszakos populációk fordulnak elő.
Nagyobb populációk Arkansas, Iowa, Missouri államok területein voltak.
1939-ben az Egyesült Államokbeli Maineból a Kanadában lévő Yarmouthba, egy komppal áthozott turistaautóban érkezett.
Az éves csapdázási program meglehetősen hatékonynak bizonyult a fertőzések felderítésében, majd ennek megfelelően az irtásban, de teljesen eltávolítani soha nem sikerült Kanadából.
Oroszországban a Kuril-szigeteken a 2011-es felmérés során figyelték meg.
Európában kezdetben csak a portugáliai Azori-szigeteken ismerték, míg a kontinentális Európában a közelmúlt felfedezése előtt, 2014 nyaráig nem volt megtalálható.
2014-ben Olaszországban, Milánó közelében, 2017-ben pedig Svájc déli határán fogták az első példányokat.
Magyarországon még nem fordult elő, de a behurcolás veszélye itt is fennáll.
Elsősorban a Dunántúl nyugati része lenne a legalkalmasabb számukra.

## Élőhelye
Az imágók erdőkben, mezőgazdasági területeken, kertekben, parkokban, városokban, de nyílt füves területeken is megtalálhatóak, bárhol ahol elegendő növényzet található. 
A lárvák a föld alatt fejlődnek és táplálkoznak körülbelül 10 cm-re a talajfelszín alatt. 
Élőhelyükön nélkülözhetetlen az állandó évi csapadékmennyiség, vagy öntözés, különben a nőstények nem tudnának petét rakni, valamint a lárvák kiszáradva elpusztulnának a föld alatt, a táplálékul szolgáló növényi gyökerek pedig kiszáradnának. A legoptimálisabb a nyári 17–27 C° közötti-, és a téli -9 C° fölötti talajhőmérséklet.

## Megjelenése

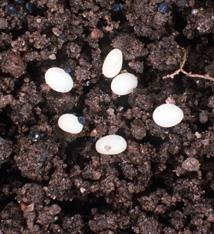

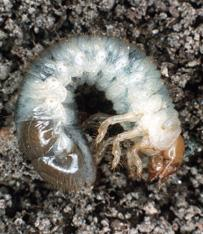

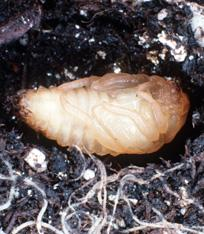

### Pete
A nőstény bogár körülbelül 8 cm-re a föld alá helyezi petéit.
A lerakott peték alakja változó. Lehet kerek, elliptikus, vagy majdnem hengeres, felülete finoman szemcsés. 
Színe az áttetszőtől a fényes, vagy krémes fehérig terjed. Nagysága körülbelül 1,5 mm, mely egy hét múlva dupla nagyságúra és majdnem teljesen gömb alakúra változik.

### Lárva
A petékből frissen kikelt lárvák  1,5 mm hosszúságúak, teljesen fehérek, majd néhány óra eltelte után fejük sárgásbarna színezetű lesz. 
A C alakban meghajolt testük hasi oldalán 3–3 pár lábuk van, melyek a test felső harmadában, a fej alatt találhatóak. Bordás testük minden szelvényén 1–1 barna pötty található, anális végükön V alakban sugárserték helyezkednek el, testükön szórványosan tüskék találhatóak. Három fejlődési fokozatuk van. A középfázisban 10,5–18,5 mm, míg a harmadik fázisban körülbelül 32 mm hosszúságúra nőnek. Jellegzetes összegörbült testtartásuk mindhárom fázisra jellemző.
Testük annyira átlátszó, hogy mind a táplálkozása, mind a hátsó részükben összegyűlt barnás ürülék  jól látható.
A lárva utolsó stádiuma végén, a salakanyagait kiüríti, táplálkozását befejezi, aktivitása lecsökken és megkezdi kifejlett bogárra átalakulásához a bebábozódását.

### Báb
A bábok a talajfelszín alatt körülbelül 5–8 cm-re helyezkednek el. Méretük nagyjából azonos a felnőttekével, 14 mm hosszúak, 7 mm szélesek. A lárvaállapottól eltérően már hasonlítanak a felnőttekhez, szárnyaik, lábaik, csápjaik már láthatóak testükhöz simulva a burok alatt. Színe a világos krémszínből, egyre sötétebb barnává válik, majd az érési folyamat végére zöldesbarna lesz. 
A hím és nőstény példányok már ekkor megkülönböztethetőek, a hím fejlődő nemi szervei már a bábállapotban is láthatóak a hasi szegmensekben.

### Imágó
Testük ovális alakú, hosszúságuk 8–11 mm, szélességük 5–7 mm.
A nőstények általában valamivel nagyobbak, mint a hímek.
Potroh hegyén két, a hason 5–5 különálló sárgás krémszínű szőrcsomó található, melyek az oldalakon és a hátsó részen a szárnyfedők ellenére is jól láthatóak. Feje, nyakpajzsa és tora, fényes, sötét metálzöld színű, feje gyakran barnás foltos.
Kemény szárnyfedői sötétbronz színűek, kiemelkedően barázdáltak. 
Lábai zöldesfeketék, fogazottan karmosak, mely a hímeknél robusztusabb.

## Életmódja
A felnőtt bogarak nyáron láthatóak csak.
Általában június vége, július eleje a megjelenési idejük, júliusban és augusztusban a legaktívabbak (körülbelül 6–8 hétig), majd fokozatosan eltűnnek. 
Átlagos élettartamuk 30–45 nap. 
A legoptimálisabb számukra a 21–35 C° közötti hőmérséklet, a 60% fölötti relatív páratartalom, 20 km/h alatti szél,  napfényes, tiszta idő. A felhős, szeles napokon keveset táplálkoznak, az esős napokon egyáltalán nem. 
Az imágó jól repül, akár 8 km/h-val is.
Csak napközben repülnek,

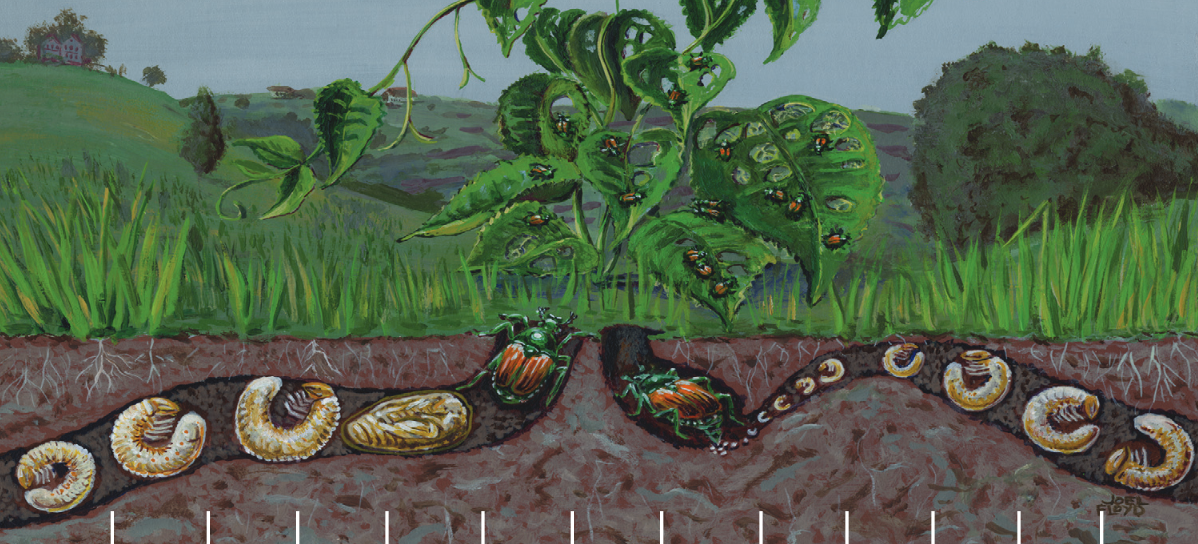

általában nem  messze, de a szél segítségével eljuthatnak igen nagy távolságokra is.
Táplálkozáskor általában csoportokban támadják a növényeket.
Peterakáshoz a nőstény bogarak beássák magukat a talajba és 2,5–10 cm-re elhelyezik a petéiket, melyek 14 nap múlva kelnek ki. 10 hónapig maradnak a föld alatt, nyáron a növények gyökereivel táplálkoznak, télen hibernálva pihennek, majd május környékén bebábozódnak, előbábbá, majd bábbá alakulnak. Az imágóvá alakulás után még 2-14 napig a bábkamrában maradnak, június-július körül pedig kifejlett bogarakként bújnak ki a talajból.
A hímek néhány nappal korábban jönnek elő, mint a nőstények. A felnőtt bogarak élettartama nagymértékben függ a helyi időjárási viszonyoktól.
Nagyon száraz területeken nem tudnak élni, mert a peték és a lárvák is kiszáradnak a talajban, ugyanez történik száraz, meleg nyarakon is, ha a csapadék mennyisége nagyon kevés.
Általában egy éven belül befejezik az életciklusukat, ritkán, a hűvösebb éghajlatú területeken ez két év is lehet.

## Tápnövényei
A lárvák tápnövényei a földalatti táplálkozás nehéz megfigyelhetősége miatt kevésbé jól dokumentáltak. 
Fűszerű növények gyökereivel táplálkozik.
Az imágók rendkívül polifágok, több mint 300 növényfaj szerepel az étrendjükön.
A leggyakrabban fogyasztott növények:
| - alma - amerikai berkenye - amerikai bükk - amerikai hárs - amerikai mocsártölgy - amerikai vörösfenyő - angol szil - bazsarózsa - borscserje - cseresznye - dália | - európai mogyoró - fekete dió - fekete nyár - fürtös áfonya - fűz - galagonya - hárs - hibiszkusz - iszalag - kajszibarack - kardvirág | - kerti hajnalka - kínai selyemvirágfa - korai juhar - közönséges komló - közönséges spárga - közönséges vadgesztenye - kukorica - málna - mályvarózsa - napraforgó | - nyír - óriás hibiszkusz - őszibarack - papsajtmályva - parlagi ligetszépe - Polygonum pensylvanicum - réti legyezőfű - Rheum rhabarbarum - rózsa - szasszafrász babérfa | - szeder - szójabab - szőlő - takarmánylucerna - tapadó vadszőlő - szilva - ujjas juhar - veteménybab - zilíz - zinnia |

## Táplálkozása
A lárvák a föld alatt a növények gyökereivel táplálkoznak. 
Bogárrá kifejlődve júniusban elhagyják a földalatti lárvakamrákat és 7–10 napig a közvetlen környezetükben, az alacsonyabb növényeken-, majd 1–1,5 hónapig messzebb és magasabb növényekre is repülve táplálkoznak. Nem válogatósak, több száz növényfélét fogyasztanak. Faleveleket, gyümölcsöket, zöldségeket, dísznövényeket, virágokat, szántóföldi- és takarmánynövényeket, de még gyomnövényeket is esznek.
Evéskor a növények tetejétől haladnak lefelé, a napon lévőket előnyben részesítik az árnyékban lévőkkel szemben, magasabb cukortartalmuk miatt.

## Szaporodása

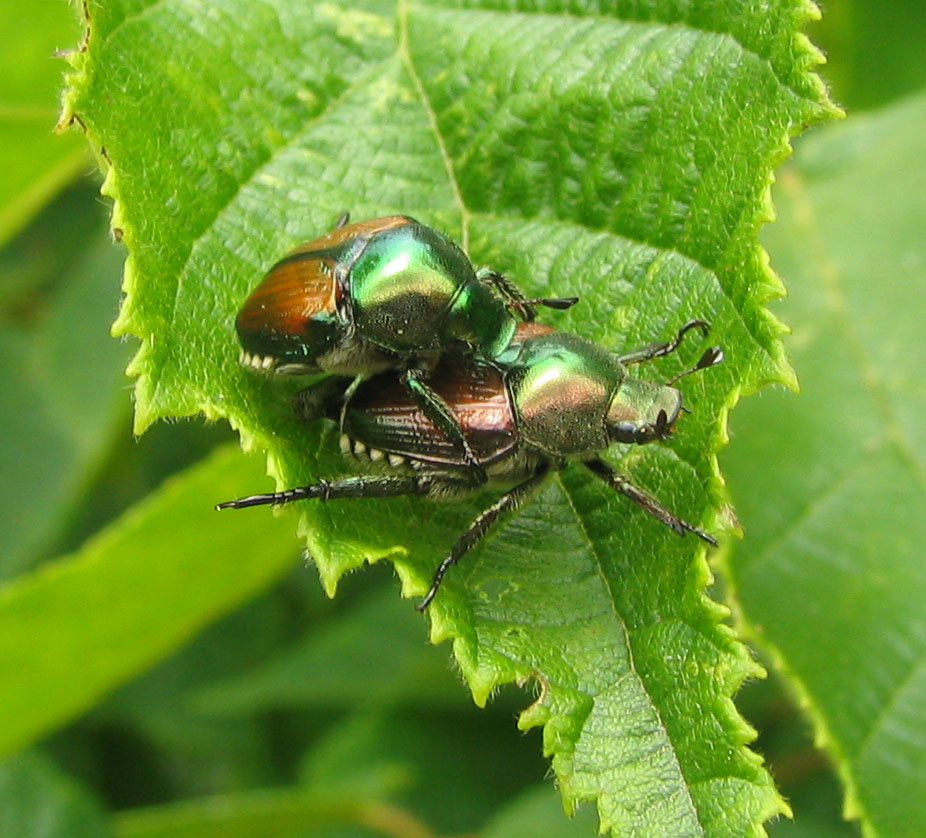

A nőstények feromonokat bocsátanak a levegőbe, így vonzzák magukhoz a hímeket.
A helyet is ők választják ki, ahol közel vannak a gazdanövények, de még fontosabb szempont a talajtakaró jellege és a talaj állapota. A laza szerkezetű, nedves föld elengedhetetlen, mert csak ilyen helyre tudják a petéiket elhelyezni. 
A  talajon, vagy a tápnövényen történő megtermékenyítés
után a nőstények, befúrva magukat a földfelszín alá, néhány petét helyeznek el. Másnap, gyakrabban 3–4 naponta a táplálkozást megszakítva, újra és újra leraknak pár petét, életükben körülbelül 16-szor, összesen általában 40–60 darabot.
A peterakás általában augusztus elejétől szeptember végéig tart.
Két hét múlva kikelnek a lárvák, melyek táplálkozni kezdenek a fűszerű növények gyökereivel. Az első lárvaállapot után 2–3 hét múlva a második, majd 3–4 hét múlva, ismételt vedlés után a harmadik stádium következik.
A lárvák túlnyomó része a talajhőmérséklet fokozatos csökkenésekor a harmadik szakaszba ér.
A hideg időjárásig aktívak maradnak, ekkor hibernálódnak. Tavasszal amikor a talaj ismét meleg lesz, folytatják a táplálkozást, egyre közelebb húzódva a felszín közeléhez, majd körülbelül 10 nap múlva bebábozódnak és ebben az állapotban maradnak 8–20 napig. 
A kifejlett imágó még 2–14 napig a talajban marad, majd június végén, július elején a föld felszínére mászik.

## Hasonló fajok

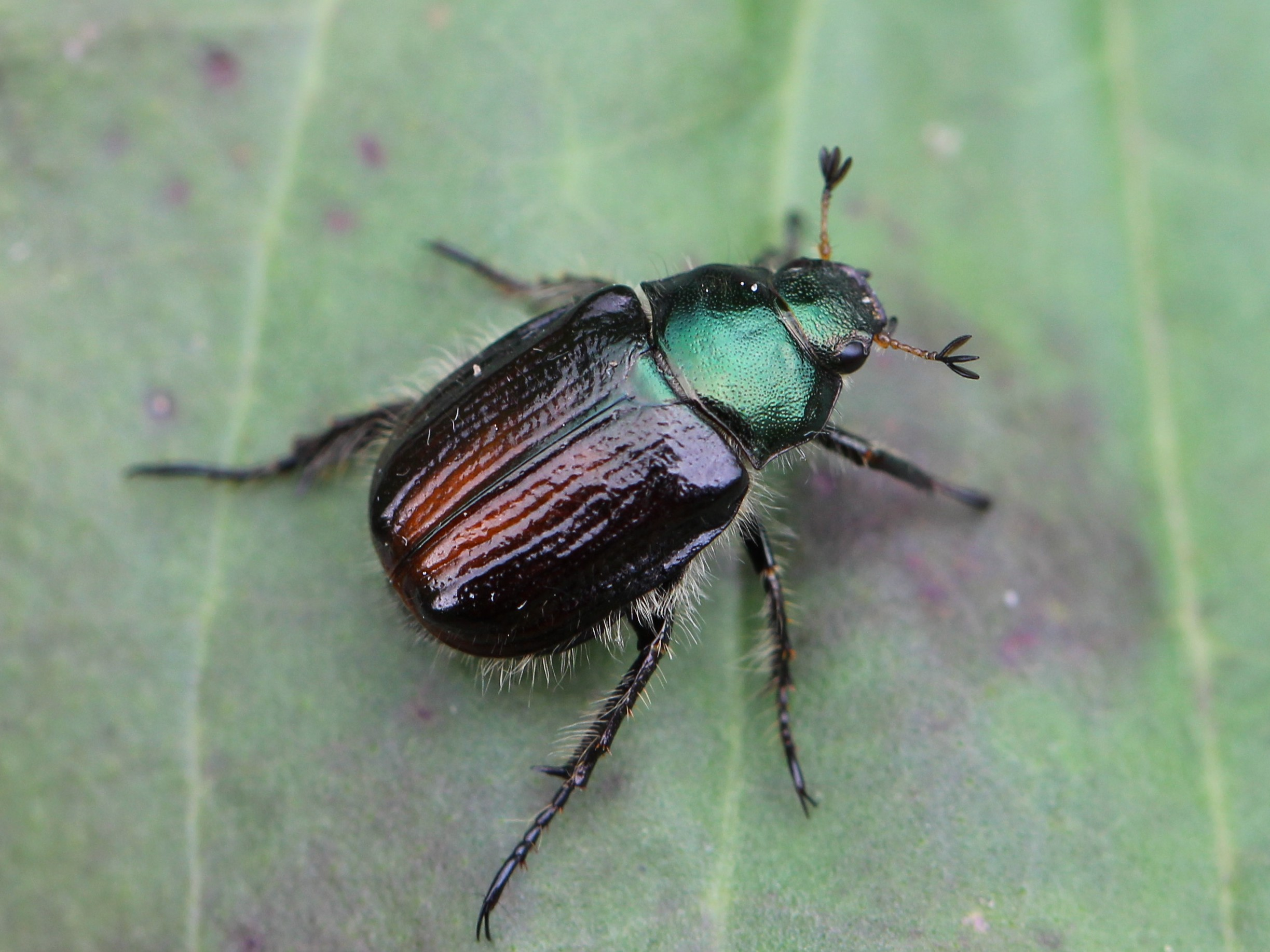
Phyllopertha horticola

- Popillia lewisi[8]
- Popillia quadriguttata[8]
- Phyllopertha horticola[19]

## Károkozása

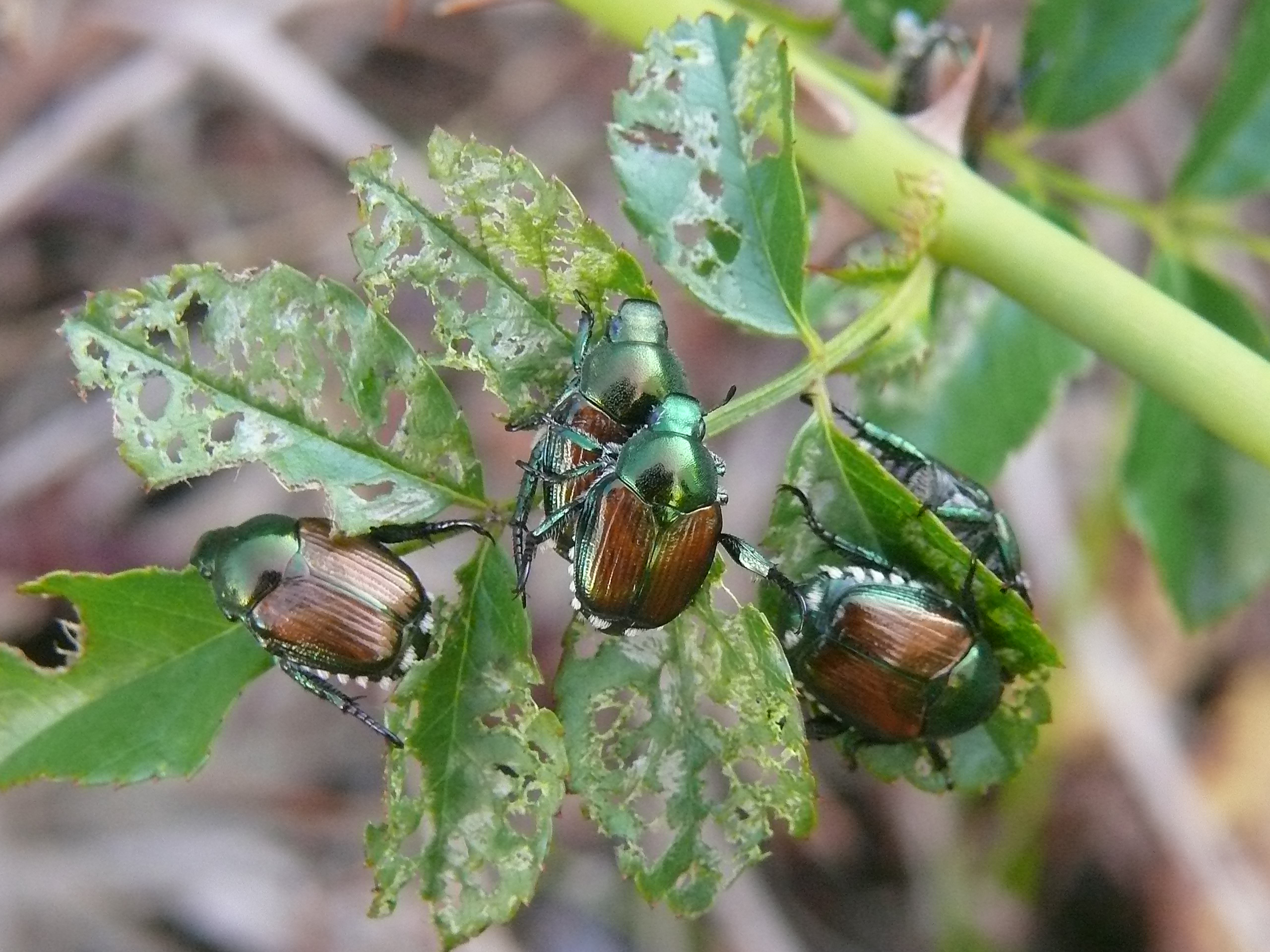

A lárvák a fűfélék gyökereivel táplálkoznak, azok elfogyasztásával elpusztítják a növényt, mely ezután már nem tudja a földben lévő nedvességet felvenni. Előszeretettel petéznek a nőstények öntözött gyepek, parkok, golfpályák talajába, amik a lárvák által okozott kártétel miatt foltokban kezd kiszáradni. Olyan mértékű lehet a gyökerek elrágása, hogy a gyep elválik a talajtól és mint egy szőnyeget lehet felemelni.
A kifejlett bogarak nagy csapatokban támadják a gazdanövényeket (fákat, mezőgazdasági növényeket, virágokat, dísznövényeket). Általában a levelek erezete közül rágják ki a levélszövetet, csontvázszerű lombozatot hagyva maguk után. De nemcsak a leveleket, a virágokat és a gyümölcsöket is fogyasztják.
Egy-egy nagyobb csapat akár 15 perc alatt is képes egy kisebb fáról szinte teljesen lerágni a leveleket. A rózsáknál az egész levelet, erezettel együtt és a virág szirmait is elfogyasztják.
A pusztításuk nyomán a megrágott, nyitott szövetrészekben a betegségek is könnyen megtelepedhetnek.

## Ellenségei
Eredeti élőhelyén számos természetes ellensége van, így soha nem tudtak túlszaporodni, ellenben a nem őshonos, behurcolt területeken, ahol hiányoztak ezek a rájuk vadászó ragadozók, nagyszámban fordulnak elő. Visszaszorításuk igen jelentős anyagi ráfordítással jár.
Például az USA-ban éventek körülbelül 460 millió dollárt költenek a megelőzésre, irtásokra és körülbelül 156 millió dollárt a sérült gyepek felújításásra, dísznövények cseréjére, valamint igen jelentős a gyümölcs-, és díszfákra, mezőgazdasági növényekre fordított összeg is, amivel megelőzni próbálják a nagyobb károkat. 
A behurcolt területekre megpróbáltak számos parazita darazsat és legyet Japánból betelepíteni, de jelentős eredményeket nem sikerült a kártevőállomány visszaszorításában elérni.
Természetes ellenségei a tőröslegyek, rablólégyfélék, parazita darazsak (pl. Tiphia vernalis, Tiphia  popilliavora), ragadozó poloskák, és futóbogárfélék, molyok, rovarevő madarak, szkunkok, mosómedvék, mókusok,
entomopatogén fonálférgek (pl.: Steinernema glaseri, Heterorhabditis bacteriophora, Heterorhabditis heliothidis, Neoaplectana carpocapsae), entomopatogén gombák (pl. Metarrhizium anisopliae), baktériumok (pl. Bacillus popilliae).
Legnagyobb mennyiségben természetesen az ember pusztítja. 

## Védekezés ellenük

### Talaj
Mivel a nőstények csak nedves talajban tudnak petét rakni, csepegtetéses-, talaj alatti öntözési rendszer kiépítésével, vagy mélygyökerű füvek (pl. nádképű csenkesz) telepítésével, melyek gyökeri mélyre hatolnak és elég heti egy alapos öntözés is, elérhető a száraz talajfelszín, mely alkalmatlan a peterakásra, vagy ha esőzések után mégis peterakó hellyé válik, a lárvák a később kiszáradó talajban elpusztulnak. 
Ősszel a talaj legalább 10 cm-es mélységben történő átforgatása, esetleg talajfertőtlenítő használata minimalizálja a lárvák túlélését. 
Késő ősszel és tavasszal mosószeres vízzel (1 liter vízhez 2 evőkanál folyékony mosószert kell tenni) való öntözés hatására a lárvák fuldokolva a felszínre jönnek.

### Csapdák
Különféle bogárcsapdák kaphatóak a kereskedelmi forgalomban, viszont olyat gyártani lehetetlen, aminek a csalétke, amely általában valamilyen aromás kivonat, csak a cserebogaraknak legyen vonzó. Sajnos számos hasznos rovar is csapdába esik és elpusztul. 
Hátrányuk továbbá, hogy nagyobb populációt csalogatnak oda, mint ami csak a közvetlen közelében volt a védendő növényeknek, ezért tanácsos messzebb elhelyezni.
A házi készítésű csapda is van olyan hatékony, mint a boltokban kaphatóak. Ehhez elég egy doboz gyümölcslé, melyet felbontás után egy hétre a napra ki kell tenni, hogy jól megerjedjen, majd egy világos színű lavorba, vagy vödrörbe,  egy tégla, vagy farönk tetejére állítva, majd körbeöntve vízzel a szabadban kell hagyni. A bogarak az édes, erjedt lé fogyasztása után megszédülve a vízbe esnek és megfulladnak. Szintén messzebbre kell elhelyezni, kb. 25 méter az optimális távolság a védendő növényektől.

### Kézi összeszedés
Alacsonyabb fákról, dísz-, vagy konyhakerti növényekről, esetleg a növény megrázása után a földről, kézzel, vagy porszívóval is hatékonyan összeszedhetőek a bogarak, melyeket ezután mosószeres vízbe dobva, gyorsan megfulladnak. Mivel  a tűző napsütésben a legaktívabbak, ezért a kora reggeli, vagy késő esti órák a legideálisabbak, mert ilyenkor kevésbé mozgékonyak. A növények hálókkal is védhetőek.

### Muskátlik
A japán cserebogarakat vonzzák a muskátlik. Azok virágainak megrágása után szédülve a földre esnek a bennük található vegyület miatt. El nem pusztulnak, de egy ideig nem tudnak elrepülni, mozogni, így a ragadozók, vagy az ember könnyen össze tudja őket szedni.

### Cédrusolaj
3 db, 30 cm hosszú vörös cédrust  egy 7 liter körüli nagyságú vödörbe kell tenni, forró vizet önteni rá, lefedve 24 órát ázni hagyni, majd leszűrve az oldattal megpermetezni a védendő növényeket.

### Kovaföld
Az egyik leghatásosabb szernek tartják ellenük. Az apró tengeri állatok fosszíliáit porrá kell őrölni, majd a védendő növények körül szétszórni. A por bejutva a bogarak kitinpáncélja alá, kiszárítja a testüket és hamarosan elpusztulnak.

### Neem olaj
A neem fa (másnéven indiai orgona) vízben feloldott olaját a növényekre fújva, vagy a talajon szétöntve, rossz íze miatt távol tart több kártevőt is a japán cserebogáron kívül, pl. a szöcskéket, paradicsomhernyókat, mezei kabócákat. Ha mégis elfogyasztja a japán cseregobár, egy idő után légzési problémái lesznek. Petézéskor, a peték is fertőzötté válnak és a lárvák a felnőtté válásuk előtt elpusztulnak.

### Társültetésre ajánlott növények
A fehér gólyaorr, a kúpvirág, a nagy csodatölcsér mérgező a cserebogarak számára, a közönséges cickafark, a fokhagyma, a póréhagyma, a metélőhagyma, a  harangláb, a  begónia, a fekete nyírfa, a káposzták, a pompásvirágú som, a gyűszűvirágfélék, a füge, a gardénia, a boróka, a sétányrózsa, a körte pedig taszítja őket.

### Fonálférgek
Nyár végén, vagy ősz elején a kisméretű lárvák ellen hatékony módszer a fonálférgek  talajba telepítése, melyek rátelepednek, majd megölik őket, így jelentős mértékben csökkentik a fejlődő kártevők mennyiségét.

### Vegyszerek, permetezés
Mind a talaj, mind a növények permetezése hatásos a rovarok ellen. Sajnos számos más rovar is áldozatul eshet, például a beporzás nagy részét végző méhek is. 
A lárvák ellen diazinon hatóanyagú szerek, az imágók ellen foszfamidon, diflubenzuron, eszfenvalerat, metidation és deltametrin szerek hatásosak.
A kártevő előfordulási helyeiről származó valamennyi élő növényi importanyagot (földes, gyökeres facsemete, dísznövények stb.) talaját le kell fertőtleníteni, függetlenül attól, hogy a szállítás az év melyik szakában történik.